# ガブリナ
『ガブリナ』とは、KBCラジオで2016年4月1日から2019年3月29日まで放送されていた平日午前中のワイド番組である。

## 放送時間
月曜日 - 金曜日　9:30 - 13:00

## パーソナリティ
当番組では女性パーソナリティを『ガブリーナ』と称している。そのガブリーナを福岡を拠点に活動する男性タレントやアナウンサーが補佐する形をとっている。
- トコ・マサヨシ（サカイスト）（月曜日）2018年4月2日 - 2019年3月25日
- 週替わりスペシャルガブリ〜ナ（大久保佳代子（オアシズ） (第1火曜日、2018年4月3日 - 2019年3月5日）、くわばたりえ（クワバタオハラ）（第2火曜日、2018年4月10日 - 2019年3月12日)、光浦靖子（オアシズ）（第3火曜日、2018年4月17日 - 2019年3月19日）、中澤裕子（第4火曜日、2018年4月24日 - 2019年3月26日）、矢口真里（第5火曜日、2018年5月29日 - 2019年1月29日)・児玉育則（火曜日）2018年4月3日 - 2019年3月26日
- 依布サラサ･波田陽区（水曜日）2018年4月4日 - 2019年3月27日
- 百市なるみ･杉山39（木曜日）2018年4月5日 - 2019年3月28日
- 徳永玲子･コンバット満（金曜日）2018年4月6日 - 2019年3月29日

### 過去のパーソナリティー及び担当曜日、コンビ
- 山田優子（水曜日）2016年4月6日- 2017年3月29日をもって降板。
- トコ・児玉育則（月・火曜日）2016年4月4日 - 2018年3月27日
- 山田優子･杉山39（水曜日）2016年4月6日- 2017年3月29日
- 依布サラサ･杉山39（木曜日）2016年4月7日- 2017年3月30日
- 依布サラサ･杉山39（水・木曜日）2017年4月5日 - 2018年3月29日
- 徳永玲子･田上和延（KBCアナウンサー）（金曜日）2016年4月1日 - 2018年3月30日
- 田上和延（金曜日）2016年4月1日 - 2018年3月30日をもって降板。

### ガブリポ
番組内で随時、福岡の街からリポートする。
- 上田恵子 2018年4月からは（月曜日〜金曜日）毎朝担当。
- 石井裕二 - 2017年3月まで
- 比花知春（水曜日）2017年4月5日 - 2018年3月28日をもって降板。
- 宮島明子
- 岡田理沙（KBCアナウンサー）(金曜日）2017年10月6日 - 2018年3月30日をもって降板。2018年4月6日からはPAO〜N（KBCラジオ 月～金13:00～16:00）金曜日アシスタント。

## タイムテーブル
- 9:30 今日のガブリナ
- 9:45 北九州ビイキ
- 10:00 デタトコリポートクイズ
  - 上田恵子が問題を出題し、答え合わせの時にどこにいるか予想するクイズ。予想が的中した人の中から抽選で現金3000円がもらえる。なお、正解者が出なかった場合はキャリーオーバーとなる。
- 10:10 ガブテン
- 10:23 ひまわり号レポート
- 10:32 ラジオショッピング
- 10:45 岩本初恵の幸せをつれてくる言葉(月･火曜)/天草に行こうよ(木曜)/旬ネタ!ハウステンボス(金曜)
- 11:00 テレフォン人生相談
- 11:30 渡辺徹 家族の時間
- 11:35 久光製薬 リラックスタイム～ホグシノジカン～
- 11:42 ラジオショッピング
- 12:00 食ニケーション
- 12:05 ガブリナカフェ
- 12:23 デタトコリポートクイズ答え合わせ、当選者発表
- 12:33 氷川きよし節
- 12:43 ラジオショッピング/FDAプレゼンツ「ひょいと空の旅」(火曜)/中野ユキヒロの九州の食と文化応援隊(金曜)

※途中、ニュース・天気予報(毎時54分(12時のみ50分))と交通情報が随時放送される。
※2018年3月まで番組内のどこかで逆電を行い、番組内で発表されるキーワードが言えたら3千円と番組公式Twitterで行われるガブリナアンケートの総数×10（1クリック=10円）に応じた金額がもらえる。 なお、キーワードを言い間違えたり、電話に出なかったり、電話につながらなかった場合は3千円は翌日に繰り越しとなる。なお、聴取率調査期間中は3千円と番組公式Twitterで行われるガブリナアンケートの総数×100（1クリック=100円）となる。